# Albert Riški
Albert Riški ali Albert Livonski (nemško Albert von Buxthoeven, latvijsko Alberts fon Buksthēvdens) je bil tretji katoliški škof Livonije in prvi škof Rige v sedanji Latviji, * ok. 1165, † 17. januar 1229. 
Kot livonski škof je leta 1201 ustanovil Rigo, glavno mesto sodobne Latvije, ki je kasneje postala sedež škofije. Gradnja riške stolnice se je začela med njegovim mandatom leta 1221. 
Albert je bil tudi vodja oboroženih sil, ki so med severnimi križarskimi vojnami na silo spreobračale avtohtono pogansko prebivalstvo vzhodnega Baltika v krščanstvo. 

## Zgodnje življenje
Albert je bil rojen v Bexhövedeju, delu Loxstedta v Spodnji Saški v Nemčiji. Z bratom Hermannom sta bila iz vplivne družine Buxhoeveden iz Bexhövedeja. Albert je zato znan tudi kot Albert Buxhoeveden (tudi Bexhövede, Buxhövden, Buxhöwde, Buxthoeven in Appeldern). 
V času, ko je bil kanonik v Bremnu, ga je njegov stric Hartwig, nadškof Bremna in Hamburga, imenoval za livonskega škofa, pod pogojem, da osvoji Livonijo, jo obdrži ter prepriča poganske prebivalce, da postanejo kristjani. Patent je bil podeljen 28. marca 1199 in v začetku pomladi 1200 se je Albert s floto 23 ladij in več kot 1500 oboroženimi križarji odpravil v Livonijo. Imel je podporo nemškega kralja Filipa Švabskega iz družine Hohenstaufen, pa tudi tihi blagoslov papeža Inocenca III.
Leta 1200 je škof Albert vodil križarsko vojno v Livoniji, ki je postavila temelje za ustanovitev tamkajšnje cerkvene države. Albert je v svojo škofijo v Ikšķileju (Üxküll) prispel z veliko vojsko. Okrepitve je lahko dobil brez dovoljenja papeža. Zaradi teh pravic je organiziral vsakoletno poletno odpravo iz Lübecka v Livonijo, imenovano "večna križarska vojna".

## Kariera

### Ustanovitev Rige
Albert je spoznal, da se škofija Uexküll nahaja daleč od Zahodne Dvine. Da bi bila njegova uprava učinkovitejša, je blizu morja ob izlivu majhnega potoka v Zahodno Dvino v majhnem naravnem pristanišču zgradil grad, ki se šteje za temeljni kamen Rige.
Skupaj s trgovci z švedskega baltskega otoka Gotland je Albert leta 1201 na mestu, kjer je imela majhna skupnost hanseatskih trgovcev iz Lübecka začasno trgovsko taborišče, ustanovil Rigo. Leta 1204 je prejel papeško bulo z dovoljenjem za vpoklic križarjev.
Uspešno je spreobrnil številne Livonce pod vodstvom njihovega voditelja Kaupa iz Turaide in jim ponudil zaščito pred sosednjimi litovskimi in estonskimi plemeni. Albert je kasneje podjarmil tudi latvijske kneževine Koknese, Jersika in Talava. Osvajanje cele Livonije je zahtevalo skoraj tri desetletja njegovega življenja.

### Kasnejše življenje
V bitki pri Otepääju leta 1217 so Rusi iz Pskova skupaj z estonsko vojsko oblegali trdnjavo Otepää. Rusi so bili ogorčeni, ker so nekateri Estonci sprejeli katolištvo namesto pravoslavja. Ujetega Albertovega brata Teodorika so po pisanju v Henrikovi kroniki Livonije odpeljali v Novgorod. Albert je zatem poslal v Novgorod svoje odposlance, ki so sklenili mirovni sporazum, in Nemci so se umaknili iz trdnjave.
Albert je ustanovil vojaški red, Livonske brate meča, in leta 1215 začel graditi riško stolnico. Kralj Filip Švabski  ga je imenoval za kneza Svetega rimskega cesarstva, Livonijo pa za njegov fevd, s čimer je Albert postal "knezoškof". Leta 1225 je nemški kralj Henrik VII. Albertu in njegovemu bratu Hermanu potrdil naziv kneza. Albert je svojo škofijo razglasil za neodvisno od Bremena. Riga je bila kasneje povzdignjena v nadškofijo. 
Izvirni zapisi o Albertovem življenju so v sodobni Henrikovi kroniki Livonije, ki jo je leta 1229 napisal Henrik Latvijski.
Albert je umrl v Rigi leta 1229. Kot katoliški škof ni zapustil potomcev. Do protestantske reformacije so ga častili kot katoliškega svetnika. Današnji von Buxhoevedeni so potomci njegovega bratranca Johannesa von Buxhoevedena. Albertov brat Teodorik se je poročil z nečakinjo novgorodskega kneza Mstislava Mstislaviča in je prednik družine de Raupena (de Ropa, von der Ropp), ki je zgradila dvorce v Livoniji in Kurlandiji.

## Zapuščina
Po njem se imenuje Albertova ulica v Rigi.

## Vir
- Murray, Alan V. (5. december 2016). The Clash of Cultures on the Medieval Baltic Frontier (v angleščini). Routledge. ISBN 978-1-351-89260-5.

| Nazivi Rimskokatoliške cerkve   | Nazivi Rimskokatoliške cerkve | Nazivi Rimskokatoliške cerkve |
| ------------------------------- | ----------------------------- | ----------------------------- |
| Predhodnik: Berthold Hanoverski | Škof Livonije 1199–1229       | Naslednik: Nicolaus von Nauen |